# Brown Boveri
Brown, Boveri & Cie (BBC) – przedsiębiorstwo w branży elektroenergetycznej i transportowej, obecnie w składzie grupy ABB.

## Historia
W 1891 w Baden w Szwajcarii zostało założone przedsiębiorstwo Brown Boveri & Cie przez Charlesa E.L. Browna i Waltera Boveri. W 1893 przedsiębiorstwo zbudowało pierwszą w Europie dużą elektrociepłownię. W 1901 BBC zbudowało pierwszą turbinę parową, a w 1939 pierwszą turbinę gazową wytwarzającą energię elektryczną. W chwili wybuchu II wojny światowej przedsiębiorstwo było poza Szwajcarią obecne w Niemczech, Austrii, Włoszech, na Węgrzech, Czechosłowacji, Polsce (jako Zakłady Elektromechaniczne Rohn-Zieliński SA-licencja Brown Boveri), USA, Kanadzie i Argentynie.
W 1944 BBC zbudowało prototyp szybkiej lokomotywy, a po wojnie nastąpiła dalsza ekspansja do Brazylii, Meksyku, Południowej Afryki i Indii. W 1963 przedsiębiorstwu udał się przesył danych po linii elektroenergetycznej 735 kV do urządzeń kontrolnych stacji elektroenergetycznej. W 1971 BBC zbudowało największy na świecie transformator o mocy 1300 MVA, a w 1984 w elektrowni wodnej w Itaipu w Ameryce Południowej został zainstalowany pierwszy z 9 generatorów BBC. W Konstantynowie k. Gąbina w latach 1974–1991 pracowały dwa potężne długofalowe nadajniki radiowe, jedne z największych na świecie, nadające na najwyższym w świecie maszcie antenowym. Z powodu uszkodzenia masztu antenowego (zawalenie się) i braku perspektyw na jego odbudowę kilka lat po katastrofie zostały wyłączone z eksploatacji.
W chwili połączenia się z ASEA w grupę ABB w 1988 w przedsiębiorstwie pracowało 97 000 pracowników.